# Garden Grove (California)

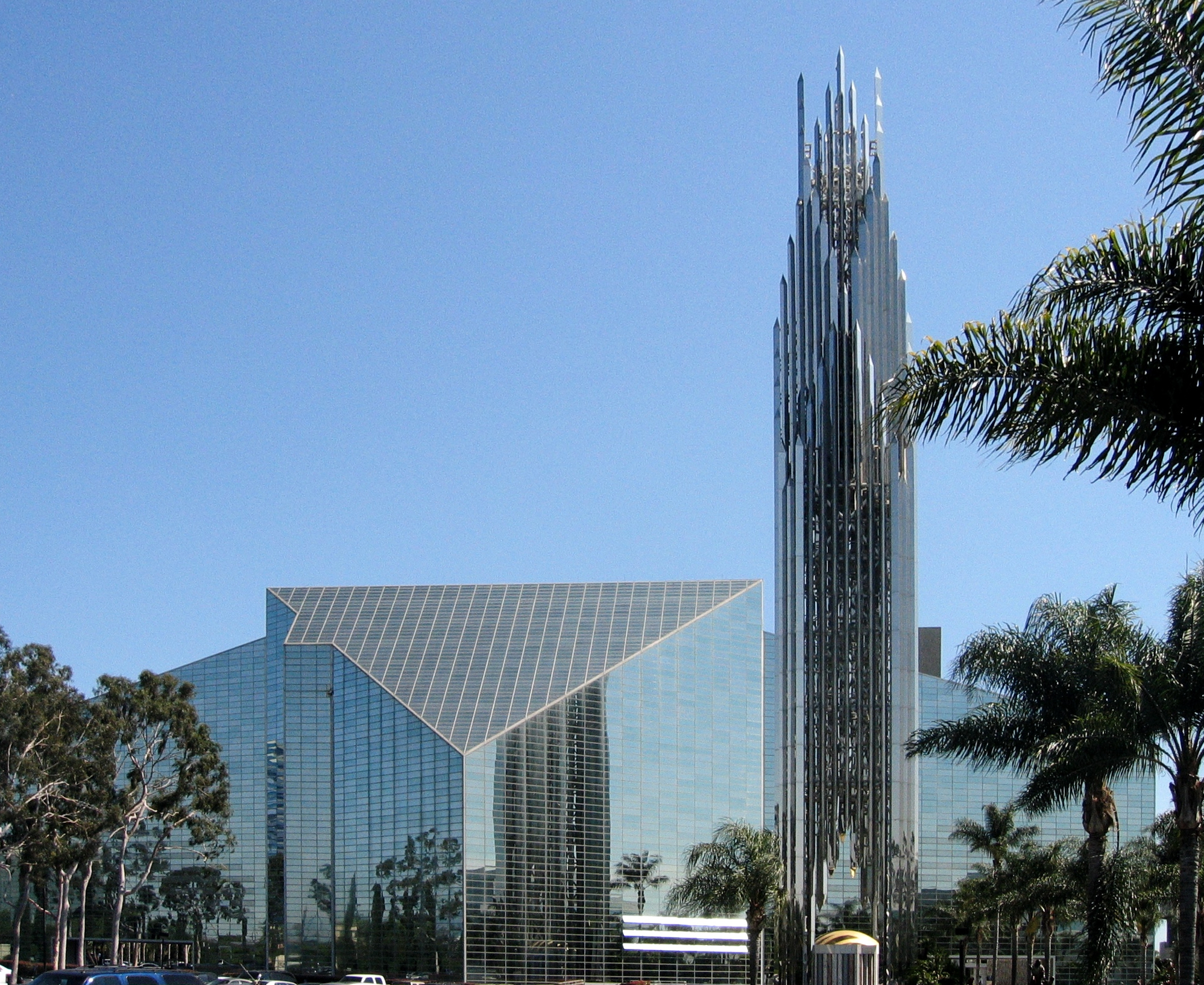
La cattedrale del Cristo.

Garden Grove è una città degli Stati Uniti d'America, situata nella contea di Orange, nello Stato della California. La popolazione è stimata in circa 172 000 abitanti. 
La città è oltrepassata dalla State Route 22, conosciuta anche come Garden Grove Freeway, in quanto la attraversa da est ad ovest. Garden Grove ospita una grande comunità americo-vietnamita, che costituisce l'angolo settentrionale della Little Saigon della contea di Orange, oltre che una comunità coreano-americana tra Garden Grove Boulevard e Brookhurst Street.
Il monumento più noto della città è la cattedrale del Cristo, una gigantesca cattedrale cattolica in vetro, opera di Philip Johnson. In precedenza apparteneva a una congregazione riformata che la dovette vendere dopo aver presentato istanza di fallimento.